# イオン交換
イオン交換（イオンこうかん）とは、ある種の物質が示す、接触している電解質溶液に含まれるイオンを取り込み、代わりに自らの持つ別種のイオンを放出することで、イオン種の入れ換えを行う現象または能力。
イオン交換作用を示す物質をイオン交換体という。イオン交換体にはフッ石類、酸性白土、パームチットなどの無機質のものもあるが、有機質のイオン交換樹脂がすぐれ、もっともよく用いられる。
イオン交換現象は古代から無意識的に農業に利用されており、田畑に水溶性の肥料を施したとき雨水などですぐに流されず土壌に保持されることが経験的に知られていた。

## 歴史
- 1850年 - イギリスの H. S. Thompson が、土壌のイオン交換現象を発見し、初めてイオン交換現象を学術的に取り上げた[2]。
- 1852年  - 土壌の塩基交換反応は少量のゼオライトの存在に基づくものという結論に至った。
- 1855年 - イギリスの J. T. Way が、土壌中のケイ酸アルミニウムが等量的にイオン交換を起こすことを発表によって生じること、イオン交換体がケイ酸塩とアルミニウムから合成できること発表[2]。土壌に肥料液かけると、その溶液中のアンモニアが土壌に吸収される現を知り、化学者の協力を得てアンモニアが肥料液中から除去されると同時に当量のカルシウムが土壌から溶液に出てくることを発見したのがルーツと言われている。
- 1905年 - ドイツの R. Gans が合成ゼオライトのパームチット（Permutite）を生成して大規模な工業用水の軟化に成功[2]。
- 1935年 - イギリスの B. A. Adams と E. L. Holmes が、フェノール系樹脂によるイオン交換を発見し、イオン交換樹脂の研究開発が始まる[2]。
- 1938年 - ドイツの I.G.Farbenindustrie A.G. がフェノール系イオン交換樹脂 Wofatit の工業生産を開始[2]。